# Frohnsdorf
Frohnsdorf es una localidad situada en el municipio de Nobitz del distrito de Altenburger Land, en el estado federado de Turingia (Alemania), a una altitud de 220 metros. Se encuentra ubicada cerca de la frontera con el estado de Sajonia.
Junto con la vecina localidad de Wiesebach, formaba un municipio hasta que el 6 de julio de 2018 fue incorporado administrativamente a Nobitz. En 2013, el municipio tenía una población de 246 habitantes.